# Оуквуд (станція метро)
51°38′51″ пн. ш. 0°07′54″ зх. д. / 51.6475° пн. ш. 0.131667° зх. д.
Оуквуд (англ. Oakwood) — станція лінії Пікаділлі Лондонського метро. Розташована у 3-й та 4-й тарифних зонах, у районі Оуквуд, між станціями — Кокфостерс та Саутгейт. Пасажирообіг на 2017 рік — 2.89 млн осіб.

## Історія
- 13. березня 1933: відкриття станції як Енфілд-Вест
- 31. липня 1933: лінію продовжено до Кокфостерс
- 3. травня 1934: станцію перейменовано на Енфілд-Вест (Оуквуд)
- 1. вересня 1946: станцію перейменовано на Оуквуд

## Пересадки
- На автобуси London Buses маршрутів: 121, 307 та 377

## Послуги
| Попередня станція | Лінія | Лінія                            | Лінія | Наступна станція |
| ----------------- | ----- | -------------------------------- | ----- | ---------------- |
| Кокфостерс        |       | Лондонське метро Лінія Пікаділлі |       | Саутгейт         |